# 皮斯卢
皮瑟卢（法語：Pisseloup，法語發音：[pislu]）是法国上马恩省的一个市镇，属于朗格勒区。

## 地理
皮斯卢（47°49'38"N, 5°44'26"E）面积3.19 平方千米，位于法国大東部大區上马恩省，该省份为法国东北部内陆省份，北起马恩省和默兹省，西接奥布省，西南接科多尔省，东南接上索恩省，东临孚日省。
与皮斯卢接壤的市镇（或旧市镇、城区）包括：韦勒、瓦塞、芒斯河畔维特雷。

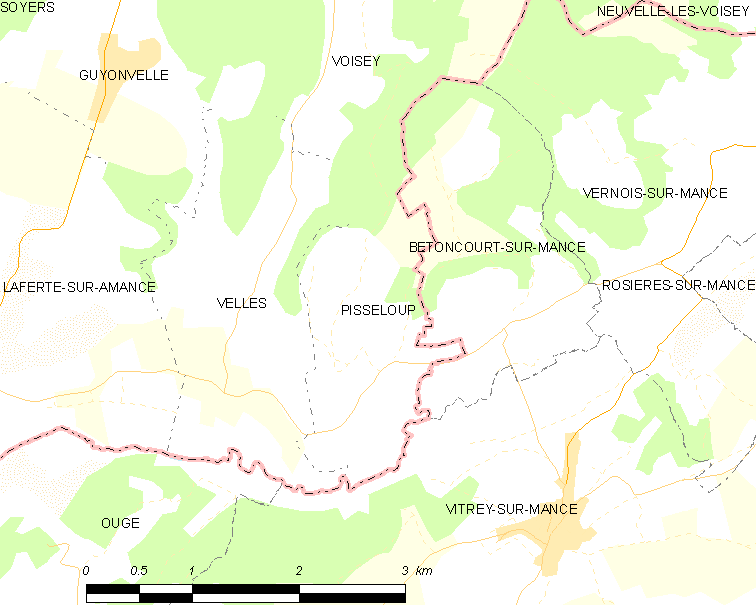
皮斯卢的OSM定位图

皮斯卢的时区为UTC+01:00、UTC+02:00（夏令时）。

## 行政
皮斯卢的邮政编码为52500，INSEE市镇编码为52390。

## 政治
皮斯卢所属的省级选区为沙兰德雷县。

## 人口

1962-2008年间皮斯卢人口变化图示

皮斯卢于2022年1月1日时的人口数量为61人。